# Unione Sportiva Sassuolo Calcio 2019-2020
Questa voce raccoglie le informazioni riguardanti l'Unione Sportiva Sassuolo Calcio nelle competizioni ufficiali della stagione 2019-2020.

## Stagione
Nella stagione 2019-2020 il Sassuolo allenato dal confermato Roberto De Zerbi disputa il massimo campionato, vi raccoglie 51 punti con l'ottavo posto finale. La Juventus vince il nono campionato di fila, ma questo torneo sarà ricordato per la sospensione, dovuta alla pandemia Covid, sospeso il 20 marzo 2020, è stato portato a termine il 2 agosto 2020. Francesco Caputo arrivato dall'Empoli ha firmato 21 reti in campionato, ben spalleggiato da Domenico Berardi che ne ha realizzati 14. Con l'ottavo posto ottenuto il Sassuolo occupa l'ultima piazza riservata alle teste di serie della prossima Coppa Italia, a consolazione per essere anche la prima delle escluse dalle Coppe Europee. Nella Coppa Italia i neroverdi entrano in scena nel terzo turno, imponendosi (1-0) allo Spezia, mentre nel quarto turno sono inciampati nell'ostacolo frapposto dal Perugia, che si è imposto al Mapei Stadium (1-2).

## Divise e sponsor
Il fornitore tecnico per la stagione 2019-2020 è Kappa, mentre lo sponsor ufficiale è Mapei.
| Casa | Trasferta | Terza divisa |

## Rosa
Rosa e numerazione aggiornati al 1 febbraio 2020.
| N. |                               | Ruolo | Calciatore                      |
| -- | ----------------------------- | ----- | ------------------------------- |
| 2  | Brasile (bandiera)            | D     | Marlon                          |
| 4  | Italia (bandiera)             | C     | Francesco Magnanelli (capitano) |
| 6  | Brasile (bandiera)            | D     | Rogério                         |
| 7  | Costa d'Avorio (bandiera)     | C     | Jérémie Boga                    |
| 8  | Ghana (bandiera)              | C     | Alfred Duncan                   |
| 9  | Italia (bandiera)             | A     | Francesco Caputo                |
| 10 | Serbia (bandiera)             | C     | Filip Đuričić                   |
| 11 | Francia (bandiera)            | A     | Grégoire Defrel                 |
| 13 | Italia (bandiera)             | D     | Federico Peluso                 |
| 14 | Guinea Equatoriale (bandiera) | C     | Pedro Obiang                    |
| 17 | Turchia (bandiera)            | D     | Mert Müldür                     |
| 18 | Italia (bandiera)             | A     | Giacomo Raspadori               |
| 19 | Italia (bandiera)             | D     | Filippo Romagna                 |
| 21 | Romania (bandiera)            | D     | Vlad Chiricheș                  |
| 22 | Germania (bandiera)           | D     | Jeremy Toljan                   |
| 23 | Costa d'Avorio (bandiera)     | C     | Hamed Junior Traorè             |
| 25 | Italia (bandiera)             | A     | Domenico Berardi                |
| 27 | Slovacchia (bandiera)         | C     | Lukáš Haraslín                  |
| 31 | Italia (bandiera)             | D     | Gian Marco Ferrari              |
| 32 | Italia (bandiera)             | D     | Giangiacomo Magnani             |

| N. |                    | Ruolo | Calciatore             |
| -- | ------------------ | ----- | ---------------------- |
| 33 | Italia (bandiera)  | D     | Alessandro Tripaldelli |
| 35 | Italia (bandiera)  | D     | Stefano Piccinini      |
| 36 | Italia (bandiera)  | C     | Luca Mazzitelli        |
| 44 | Italia (bandiera)  | C     | Andrea Ghion           |
| 47 | Italia (bandiera)  | P     | Andrea Consigli        |
| 50 | Italia (bandiera)  | A     | Brian Oddei            |
| 51 | Italia (bandiera)  | A     | Jacopo Pellegrini      |
| 52 | Romania (bandiera) | C     | Iulius Marginean       |
| 53 | Italia (bandiera)  | A     | Giacomo Manzari        |
| 55 | Italia (bandiera)  | D     | Giuseppe Aurelio       |
| 56 | Italia (bandiera)  | P     | Gianluca Pegolo        |
| 57 | Italia (bandiera)  | C     | Alessandro Mercati     |
| 63 | Italia (bandiera)  | P     | Stefano Turati         |
| 64 | Italia (bandiera)  | P     | Alessandro Russo       |
| 65 | Italia (bandiera)  | P     | Gioele Zacchi          |
| 68 | Marocco (bandiera) | C     | Mehdi Bourabia         |
| 73 | Italia (bandiera)  | C     | Manuel Locatelli       |
| 77 | Grecia (bandiera)  | D     | Geōrgios Kyriakopoulos |
| 96 | Italia (bandiera)  | D     | Leonardo Fontanesi     |

Calciatori partiti nel corso del calciomercato estivo dopo l'assegnazione del numero di maglia
| N. |                    | Ruolo | Calciatore        |
| -- | ------------------ | ----- | ----------------- |
| 3  | Italia (bandiera)  | D     | Edoardo Goldaniga |
| 5  | Francia (bandiera) | D     | Andreaw Gravillon |
| 12 | Italia (bandiera)  | D     | Claud Adjapong    |

| N. |                    | Ruolo | Calciatore       |
| -- | ------------------ | ----- | ---------------- |
| 32 | Italia (bandiera)  | A     | Alessandro Matri |
| 72 | Albania (bandiera) | A     | Aristidi Kolaj   |
| 99 | Italia (bandiera)  | A     | Enrico Brignola  |

## Calciomercato

### Sessione estiva(dal 1º luglio al 2 settembre)
Mercato aggiornato al 3 settembre 2019.
| Acquisti         | Acquisti               | Acquisti          | Acquisti                         |
| R.               | Nome                   | da                | Modalità                         |
| ---------------- | ---------------------- | ----------------- | -------------------------------- |
| P                | Alessandro Russo       | Genoa             | definitivo                       |
| D                | Vlad Chiricheș         | Napoli            | prestito con obbligo di riscatto |
| D                | Andrew Gravillon       | Inter             | prestito con diritto di riscatto |
| D                | Mert Müldür            | Rapid Vienna      | definitivo                       |
| D                | Geōrgios Kyriakopoulos | Asteras Tripolīs  | prestito                         |
| D                | Rogério                | Juventus          | riscatto (6 milioni €)           |
| D                | Filippo Romagna        | Cagliari          | prestito                         |
| D                | Marco Sala             | Inter             | definitivo                       |
| D                | Jeremy Toljan          | Borussia Dortmund | prestito con diritto di riscatto |
| C                | Pedro Obiang           | West Ham Utd      | definitivo (8 milioni €)         |
| C                | Hamed Junior Traorè    | Empoli            | prestito con obbligo di riscatto |
| A                | Kevin-Prince Boateng   | Barcellona        | fine prestito                    |
| A                | Francesco Caputo       | Empoli            | definitivo (7,5 milioni €)       |
| A                | Grégoire Defrel        | Roma              | definitivo                       |
| Altre operazioni |                        |                   |                                  |
| R.               | Nome                   | da                | Modalità                         |
| D                | Raffaele Celia         | Cuneo             | fine prestito                    |
| D                | Cristian Dell'Orco     | Empoli            | fine prestito                    |
| D                | Martin Erlić           | Spezia            | fine prestito                    |
| D                | Leonardo Fontanesi     | Pontedera         | fine prestito                    |
| D                | Edoardo Goldaniga      | Frosinone         | fine prestito                    |
| D                | Timo Letschert         | Utrecht           | fine prestito                    |
| D                | Riccardo Marchizza     | Crotone           | fine prestito                    |
| D                | Andrea Masetti         | Pontedera         | fine prestito                    |
| D                | Andrea Meroni          | Pisa              | definitivo                       |
| D                | Luca Ravanelli         | Padova            | fine prestito                    |
| D                | Alessandro Tripaldelli | Crotone           | fine prestito                    |
| C                | Filippo Bandinelli     | Benevento         | fine prestito                    |
| C                | Jérémie Broh           | Padova            | fine prestito                    |
| C                | Francesco Cassata      | Frosinone         | fine prestito                    |
| C                | Pietro Cianci          | Siena             | fine prestito                    |
| C                | Davide Frattesi        | Ascoli            | fine prestito                    |
| C                | Marius Marin           | Pisa              | fine prestito                    |
| C                | Luca Mazzitelli        | Genoa             | fine prestito                    |
| C                | Marco Pinato           | Venezia           | fine prestito                    |
| C                | Federico Ricci         | Benevento         | fine prestito                    |
| C                | Giovanni Sbrissa       | Siena             | fine prestito                    |
| A                | Andrea Cisco           | Albissola         | fine prestito                    |
| A                | Ettore Gliozzi         | Siena             | fine prestito                    |
| A                | Antonino Ragusa        | Verona            | fine prestito                    |
| A                | Giacomo Zecca          | Teramo            | fine prestito                    |

| Cessioni         | Cessioni              | Cessioni       | Cessioni                                                              |
| R.               | Nome                  | a              | Modalità                                                              |
| ---------------- | --------------------- | -------------- | --------------------------------------------------------------------- |
| D                | Claud Adjapong        | Verona         | prestito con diritto di riscatto                                      |
| D                | Merih Demiral         | Juventus       | definitivo (18 milioni €)                                             |
| D                | Edoardo Goldaniga     | Genoa          | prestito                                                              |
| D                | Andrew Gravillon      | Inter          | fine prestito                                                         |
| D                | Mauricio Lemos        | Las Palmas     | fine prestito                                                         |
| D                | Timo Letschert        | Amburgo        | definitivo                                                            |
| D                | Pol Lirola            | Fiorentina     | prestito con obbligo di riscatto                                      |
| D                | Giangiacomo Magnani   | Brescia        | prestito                                                              |
| D                | Leonardo Sernicola    | Virtus Entella | prestito                                                              |
| C                | Kevin-Prince Boateng  | Fiorentina     | definitivo                                                            |
| C                | Federico Di Francesco | SPAL           | prestito biennale con obbligo e opzione di riscatto                   |
| C                | Marco Pinato          | Pisa           | prestito                                                              |
| C                | Stefano Sensi         | Inter          | prestito oneroso (5 milioni €) con diritto di riscatto (20 milioni €) |
| A                | Khouma El Babacar     | Lecce          | prestito                                                              |
| A                | Enrico Brignola       | Livorno        | prestito                                                              |
| A                | Alessandro Matri      | Brescia        | prestito                                                              |
| A                | Gianluca Scamacca     | Ascoli         | prestito                                                              |
| Altre operazioni |                       |                |                                                                       |
| R.               | Nome                  | a              | Modalità                                                              |
| P                | Giacomo Satalino      | Renate         | prestito                                                              |
| D                | Raffaele Celia        | Alessandria    | prestito                                                              |
| D                | Cristian Dell'Orco    | Lecce          | prestito                                                              |
| D                | Martin Erlić          | Spezia         | definitivo                                                            |
| D                | Simone Franchini      | Cesena         | definitivo                                                            |
| D                | Riccardo Marchizza    | Spezia         | prestito                                                              |
| D                | Andrea Masetti        | Arezzo         | definitivo                                                            |
| D                | Andrea Meroni         | Pisa           | prestito                                                              |
| D                | Luca Ravanelli        | Padova         | prestito                                                              |
| D                | Marco Sala            | Virtus Entella | prestito                                                              |
| C                | Filippo Bandinelli    | Empoli         | definitivo                                                            |
| C                | Jérémie Broh          | Cosenza        | prestito                                                              |
| C                | Francesco Cassata     | Genoa          | prestito                                                              |
| C                | Davide Frattesi       | Empoli         | prestito                                                              |
| C                | Aristidi Kolaj        | Pro Patria     | prestito                                                              |
| C                | Marius Marin          | Pisa           | definitivo                                                            |
| C                | Federico Ricci        | Spezia         | prestito                                                              |
| C                | Giovanni Sbrissa      | Pergolettese   | definitivo                                                            |
| A                | Pietro Cianci         | Teramo         | definitivo                                                            |
| A                | Andrea Cisco          | Pescara        | prestito                                                              |
| A                | Ettore Gliozzi        | Monza          | prestito biennale con obbligo di riscatto                             |
| A                | Jens Odgaard          | Heerenveen     | prestito                                                              |
| A                | Nicholas Pierini      | Cosenza        | prestito                                                              |
| A                | Antonino Ragusa       | Verona         | definitivo (1 milione €)                                              |
| A                | Giacomo Zecca         | Cesena         | definitivo                                                            |

### Sessione invernale (dal 2 al 31 gennaio)
| Acquisti | Acquisti            | Acquisti       | Acquisti                         |
| R.       | Nome                | da             | Modalità                         |
| -------- | ------------------- | -------------- | -------------------------------- |
| D        | Giangiacomo Magnani | Brescia        | fine prestito                    |
| D        | Leonardo Sernicola  | Virtus Entella | fine prestito                    |
| C        | Lukáš Haraslín      | Lechia Danzica | prestito con obbligo di riscatto |
| A        | Andrea Cisco        | Pescara        | fine prestito                    |
| A        | Emiliano Gómez      | Boston River   | prestito con diritto di riscatto |
| A        | Alessandro Matri    | Brescia        | fine prestito                    |
| A        | Zoran Mitrov        | UTA Arad       | definitivo                       |

| Cessioni | Cessioni           | Cessioni       | Cessioni                         |
| R.       | Nome               | a              | Modalità                         |
| -------- | ------------------ | -------------- | -------------------------------- |
| D        | Leonardo Sernicola | Ascoli         | prestito                         |
| C        | Alfred Duncan      | Fiorentina     | prestito con obbligo di riscatto |
| C        | Luca Mazzitelli    | Virtus Entella | prestito con obbligo di riscatto |
| A        | Andrea Cisco       | Novara         | prestito                         |
| A        | Alessandro Matri   |                | svincolato                       |

## Risultati

### Serie A

#### Girone di andata
| Arbitro: | Fabbri (Ravenna) |

|                      |           |            |
| Zaza 14’ Belotti 55’ | Marcatori | 69’ Caputo |

| Arbitro: | Pairetto (Nichelino) |

|                                     |           |                         |
| D. Berardi 29’, 36’, 43’ Traorè 47’ | Marcatori | 67’ (rig.) Quagliarella |

| Arbitro: | Chiffi (Padova) |

|                                                     |           |                     |
| Cristante 12’ Džeko 19’ Mxit'aryan 22’ Kluivert 33’ | Marcatori | 53’, 72’ D. Berardi |

| Arbitro: | Mariani (Aprilia) |

|                              |           |  |
| Caputo 26’, 45+2’ Duncan 47’ | Marcatori |  |

| Arbitro: | Marinelli (Tivoli) |

|                       |           |  |
| Bourabia 90+5’ (aut.) | Marcatori |  |

| Arbitro: | Valeri (Roma) |

|            |           |                                        |
| Defrel 62’ | Marcatori | 6’, 29’ Gómez 13’ Gosens 35’ D. Zapata |

| Arbitro: | Di Bello (Brindisi) |

|  |           |                       |
|  | Marcatori | 25’ Traorè 71’ Caputo |

| Arbitro: | Giacomelli (Trieste) |

|                                     |           |                                                |
| D. Berardi 16’ Đuričić 74’ Boga 82’ | Marcatori | 2’, 71’ (rig.) Martínez 38’, 45’ (rig.) Lukaku |

| Arbitro: | Pairetto (Nichelino) |

|  |           |             |
|  | Marcatori | 50’ Đuričić |

| Arbitro: | Mariani (Aprilia) |

|          |           |                                |
| Boga 24’ | Marcatori | 63’ Castrovilli 81’ Milenković |

| Arbitro: | Ros (Pordenone) |

|                        |           |                           |
| Lapadula 18’ Falco 42’ | Marcatori | 35’ Toljan 85’ D. Berardi |

| Arbitro: | Piccinini (Forlì) |

|                          |           |              |
| Caputo 34’, 75’ Boga 68’ | Marcatori | 70’ Orsolini |

| Arbitro: | Chiffi (Padova) |

|            |           |                            |
| Caputo 45’ | Marcatori | 34’ Immobile 90+1’ Caicedo |

| Arbitro: | La Penna (Roma) |

|                                   |           |                     |
| Bonucci 20’ C. Ronaldo 68’ (rig.) | Marcatori | 23’ Boga 47’ Caputo |

| Arbitro: | Pairetto (Nichelino) |

|                           |           |                            |
| D. Berardi 7’ Đuričić 36’ | Marcatori | 51’ João Pedro 90’ Ragatzu |

| Milano 15 dicembre 2019, ore 15:00 CET 16ª giornata | Milan                  | 0 – 0 referto | Sassuolo | Stadio Giuseppe Meazza (58 005 spett.)\| Arbitro: \| Manganiello (Pinerolo) \| |
| Arbitro:                                            | Manganiello (Pinerolo) |               |          |                                                                                |

| Arbitro: | Chiffi (Padova) |

|            |           |                               |
| Traorè 29’ | Marcatori | 57’ Allan 90+4’ (aut.) Obiang |

| Arbitro: | Irrati (Pistoia) |

|                                |           |            |
| Criscito 29’ (rig.) Pandev 86’ | Marcatori | 33’ Obiang |

| Arbitro: | Volpi (Arezzo) |

|                                  |           |  |
| Okaka 14’ Sema 68’ De Paul 90+1’ | Marcatori |  |

#### Girone di ritorno
| Arbitro: | Massa (Imperia) |

|                         |           |                      |
| Boga 61’ D. Berardi 73’ | Marcatori | 20’ (aut.) Locatelli |

| Genova 26 gennaio 2020, ore 15:00 CET 21ª giornata | Sampdoria         | 0 – 0 referto | Sassuolo | Stadio Luigi Ferraris (19 260 spett.)\| Arbitro: \| Piccinini (Forlì) \| |
| Arbitro:                                           | Piccinini (Forlì) |               |          |                                                                          |

| Arbitro: | Pairetto (Nichelino) |

|                                     |           |                               |
| Caputo 7’, 16’ Đuričić 26’ Boga 74’ | Marcatori | 55’ Džeko 73’ (rig.) Veretout |

| Arbitro: | Giacomelli (Trieste) |

|              |           |                            |
| Bonifazi 23’ | Marcatori | 65’ (rig.) Caputo 90’ Boga |

| Arbitro: | Mariani (Aprilia) |

|  |           |              |
|  | Marcatori | 25’ Gervinho |

| Arbitro: | Chiffi (Padova) |

|                                                     |           |                |
| Djimsiti 16’ D. Zapata 31’, 66’ Bourabia 37’ (aut.) | Marcatori | 90+2’ Bourabia |

| Arbitro: | Manganiello (Pinerolo) |

|                          |           |  |
| Caputo 45’, 61’ Boga 75’ | Marcatori |  |

| Arbitro: | Massa (Imperia) |

|                                               |           |                                             |
| Lukaku 41’ (rig.) Biraghi 45+1’ B. Valero 86’ | Marcatori | 4’ Caputo 81’ (rig.) D. Berardi 89’ Magnani |

| Arbitro: | Giua (Olbia) |

|                             |           |                                       |
| Boga 53’, 77’ Rogerio 90+6’ | Marcatori | 51’ Lazović 57’ Stępiński 68’ Pessina |

| Arbitro: | Chiffi (Padova) |

|             |           |                                   |
| Cutrone 90’ | Marcatori | 24’ (rig.), 35’ Defrel 61’ Müldür |

| Arbitro: | Massa (Imperia) |

|                                                     |           |                                     |
| Caputo 5’ D. Berardi 63’ (rig.) Boga 78’ Müldür 83’ | Marcatori | 27’ Lucioni 67’ (rig.) Mar. Mancosu |

| Arbitro: | Fourneau (Roma) |

|              |           |                             |
| Barrow 90+1’ | Marcatori | 41’ D. Berardi 56’ Haraslín |

| Arbitro: | Di Bello (Brindisi) |

|                |           |                            |
| L. Alberto 33’ | Marcatori | 52’ Raspadori 90+1’ Caputo |

| Arbitro: | Valeri (Roma) |

|                                       |           |                                          |
| Đuričić 29’ D. Berardi 51’ Caputo 54’ | Marcatori | 6’ D. Danilo 12’ Higuaín 64’ Alex Sandro |

| Arbitro: | Ayroldi (Molfetta) |

|                |           |            |
| João Pedro 63’ | Marcatori | 12’ Caputo |

| Arbitro: | Pairetto (Nichelino) |

|                   |           |                        |
| Caputo 42’ (rig.) | Marcatori | 19’, 45+2’ Ibrahimović |

| Arbitro: | Aureliano (Bologna) |

|                      |           |  |
| Hysaj 8’ Allan 90+3’ | Marcatori |  |

| Arbitro: | Maresca (Napoli) |

|                                                         |           |  |
| Traorè 26’ D. Berardi 39’ Caputo 66’, 77’ Raspadori 74’ | Marcatori |  |

| Arbitro: | Amabile (Vicenza) |

|  |           |           |
|  | Marcatori | 53’ Okaka |

### Coppa Italia

#### Turni eliminatori
| Arbitro: | Abisso (Palermo) |

|           |           |  |
| Traorè 9’ | Marcatori |  |

| Arbitro: | Sozza (Seregno) |

|              |           |                                      |
| Bourabia 82’ | Marcatori | 10’ Mazzocchi 17’ Nicolussi Caviglia |

## Statistiche

### Statistiche di squadra
Statistiche aggiornate al 2 agosto 2020.
| Competizione | Punti        | In casa | In casa | In casa | In casa | In casa | In casa | In trasferta | In trasferta | In trasferta | In trasferta | In trasferta | In trasferta | Totale | Totale | Totale | Totale | Totale | Totale | DR |
| Competizione | Punti        | G       | V       | N       | P       | Gf      | Gs      | G            | V            | N            | P            | Gf           | Gs           | G      | V      | N      | P      | Gf     | Gs     | DR |
| ------------ | ------------ | ------- | ------- | ------- | ------- | ------- | ------- | ------------ | ------------ | ------------ | ------------ | ------------ | ------------ | ------ | ------ | ------ | ------ | ------ | ------ | -- |
| Serie A      | 51           | 19      | 8       | 3       | 8       | 44      | 33      | 19           | 6            | 6            | 7            | 25           | 30           | 38     | 14     | 9      | 15     | 69     | 63     | +6 |
| Coppa Italia | quarto turno | 2       | 1       | 0       | 1       | 2       | 2       | 0            | 0            | 0            | 0            | 0            | 0            | 2      | 1      | 0      | 1      | 2      | 2      | 0  |
| Totale       | 51           | 21      | 9       | 3       | 9       | 46      | 35      | 19           | 6            | 6            | 7            | 25           | 30           | 40     | 15     | 9      | 16     | 71     | 65     | +6 |

### Andamento in campionato
| Giornata  | 1  | 2 | 3  | 4 | 5  | 6  | 7  | 8  | 9 | 10 | 11 | 12 | 13 | 14 | 15 | 16 | 17 | 18 | 19 | 20 | 21 | 22 | 23 | 24 | 25 | 26 | 27 | 28 | 29 | 30 | 31 | 32 | 33 | 34 | 35 | 36 | 37 | 38 |
| --------- | -- | - | -- | - | -- | -- | -- | -- | - | -- | -- | -- | -- | -- | -- | -- | -- | -- | -- | -- | -- | -- | -- | -- | -- | -- | -- | -- | -- | -- | -- | -- | -- | -- | -- | -- | -- | -- |
| Luogo     | T  | C | T  | C | T  | C  | T  | C  | T | C  | T  | C  | C  | T  | C  | T  | C  | T  | T  | C  | T  | C  | T  | C  | T  | C  | T  | C  | T  | C  | T  | T  | C  | T  | C  | T  | C  | C  |
| Risultato | P  | V | P  | V | P  | P  | V  | P  | V | P  | N  | V  | P  | N  | N  | N  | P  | P  | P  | V  | N  | V  | V  | P  | P  | V  | N  | N  | V  | V  | V  | V  | N  | N  | P  | P  | V  | P  |
| Posizione | 15 | 8 | 12 | 8 | 10 | 13 | 10 | 13 | 9 | 11 | 11 | 9  | 10 | 10 | 11 | 11 | 13 | 14 | 15 | 15 | 15 | 13 | 12 | 12 | 12 | 12 | 12 | 12 | 12 | 10 | 8  | 8  | 8  | 8  | 8  | 8  | 8  | 8  |

Fonte:  Serie A, su calcio.com.
Legenda:

Luogo: C = Casa; T = Trasferta. Risultato: V = Vittoria; N = Pareggio; P = Sconfitta.

### Statistiche dei giocatori
Statistiche aggiornate al 2 agosto 2020.
In corsivo i giocatori ceduti a stagione in corso. Tra parentesi sono indicati gli autogol. 
| Giocatore        | Serie A  | Serie A | Serie A     | Serie A    | Coppa Italia | Coppa Italia | Coppa Italia | Coppa Italia | Totale   | Totale | Totale      | Totale     |
| Giocatore        | Presenze | Reti    | Ammonizioni | Espulsioni | Presenze     | Reti         | Ammonizioni  | Espulsioni   | Presenze | Reti   | Ammonizioni | Espulsioni |
| ---------------- | -------- | ------- | ----------- | ---------- | ------------ | ------------ | ------------ | ------------ | -------- | ------ | ----------- | ---------- |
| Marlon           | 23       | 0       | 8           | 0          | 0            | 0            | 0            | 0            | 23       | 0      | 8           | 0          |
| A. Russo         | 0        | 0       | 0           | 0          | 1            | -2           | 0            | 0            | 1        | -2     | 0           | 0          |
| A. Tripaldelli   | 2        | 0       | 0           | 0          | 1            | 0            | 0            | 0            | 3        | 0      | 0           | 0          |
| A. Ghion         | 3        | 0       | 0           | 0          | 0            | 0            | 0            | 0            | 3        | 0      | 0           | 0          |
| A. Gravillon     | 0        | 0       | 0           | 0          | 1            | 0            | 1            | 0            | 1        | 0      | 1           | 0          |
| A. Duncan        | 13       | 1       | 3           | 0          | 1            | 0            | 0            | 0            | 14       | 1      | 3           | 0          |
| A. Consigli      | 31       | -55     | 1           | 0          | 1            | 0            | 0            | 0            | 32       | -55    | 1           | 0          |
| D. Berardi       | 31       | 14      | 6           | 1          | 1            | 0            | 0            | 0            | 32       | 14     | 6           | 1          |
| E. Brignola      | 0        | 0       | 0           | 0          | 1            | 0            | 0            | 0            | 1        | 0      | 0           | 0          |
| F. Peluso        | 23       | 0       | 5           | 1          | 1            | 0            | 0            | 0            | 24       | 0      | 5           | 1          |
| F. Đuričić       | 29       | 5       | 6           | 0          | 1            | 0            | 0            | 0            | 30       | 5      | 6           | 0          |
| F. Romagna       | 18       | 0       | 3           | 0          | 0            | 0            | 0            | 0            | 18       | 0      | 3           | 0          |
| F. Caputo        | 36       | 21      | 3           | 0          | 1            | 0            | 0            | 0            | 37       | 21     | 3           | 0          |
| F. Magnanelli    | 22       | 0       | 5           | 0          | 0            | 0            | 0            | 0            | 22       | 0      | 5           | 0          |
| G. Kyriakopoulos | 26       | 0       | 4           | 0          | 0            | 0            | 0            | 0            | 26       | 0      | 4           | 0          |
| G. Magnani       | 8        | 1       | 1           | 0          | 0            | 0            | 0            | 0            | 8        | 1      | 1           | 0          |
| G. Manzari       | 3        | 0       | 0           | 0          | 0            | 0            | 0            | 0            | 3        | 0      | 0           | 0          |
| G. Raspadori     | 11       | 2       | 0           | 0          | 2            | 0            | 0            | 0            | 13       | 2      | 0           | 0          |
| G. Ferrari       | 23       | 0       | 5           | 0          | 1            | 0            | 0            | 0            | 24       | 0      | 5           | 0          |
| G. Pegolo        | 5        | -4      | 0           | 0          | 0            | 0            | 0            | 0            | 5        | -4     | 0           | 0          |
| G. Defrel        | 17       | 3       | 1           | 0          | 0            | 0            | 0            | 0            | 17       | 3      | 1           | 0          |
| H. Junior Traorè | 31       | 4       | 3           | 0          | 2            | 1            | 0            | 0            | 33       | 5      | 3           | 0          |
| J. Boga          | 34       | 11      | 0           | 0          | 1            | 0            | 0            | 0            | 35       | 11     | 0           | 0          |
| J. Pellegrini    | 0        | 0       | 0           | 0          | 1            | 0            | 1            | 0            | 1        | 0      | 1           | 0          |
| J. Toljan        | 29       | 1       | 8           | 0          | 1            | 0            | 0            | 0            | 30       | 1      | 8           | 0          |
| L. Fontanesi     | 0        | 0       | 0           | 0          | 0            | 0            | 0            | 0            | 0        | 0      | 0           | 0          |
| L. Haraslin      | 11       | 1       | 1           | 0          | 0            | 0            | 0            | 0            | 11       | 1      | 1           | 0          |
| L. Mazzitelli    | 1        | 0       | 0           | 0          | 1            | 0            | 0            | 0            | 2        | 0      | 0           | 0          |
| M. Locatelli     | 33       | 0(1)    | 9           | 0          | 1            | 0            | 0            | 0            | 34       | 0      | 9           | 0          |
| M. Bourabia      | 17       | 1(2)    | 6           | 1          | 2            | 1            | 1            | 0            | 19       | 2      | 7           | 1          |
| M. Müldür        | 24       | 2       | 4           | 0          | 1            | 0            | 0            | 0            | 25       | 2      | 4           | 0          |
| P. Obiang        | 25       | 1(1)    | 10          | 0          | 2            | 0            | 1            | 0            | 27       | 1      | 11          | 0          |
| Rogério          | 15       | 1       | 6           | 0          | 2            | 0            | 1            | 0            | 17       | 1      | 7           | 0          |
| S. Piccinini     | 1        | 0       | 0           | 0          | 1            | 0            | 0            | 0            | 2        | 0      | 0           | 0          |
| S. Turati        | 2        | -4      | 0           | 0          | 0            | 0            | 0            | 0            | 2        | -4     | 0           | 0          |
| V. Chiricheș     | 9        | 0       | 0           | 0          | 0            | 0            | 0            | 0            | 9        | 0      | 0           | 0          |